# Кирххам (Верхняя Австрия)
Кирххам (нем. Kirchham) — коммуна в Австрии, в федеральной земле Верхняя Австрия.
Входит в состав округа Гмунден. Население составляет 1905 человек (на 31 декабря 2005 года). Занимает площадь 29 км². Официальный код — 40710.

## Политическая ситуация
Бургомистр коммуны — Франц Биреггер (АНП) по результатам выборов 2003 года.
Совет представителей коммуны (нем. Gemeinderat) состоит из 25 мест.
- АНП занимает 14 мест.
- СДПА занимает 5 мест.
- АПС занимает 3 места.
- местный список: 3 места.